# Multi-Purpose Logistics Module

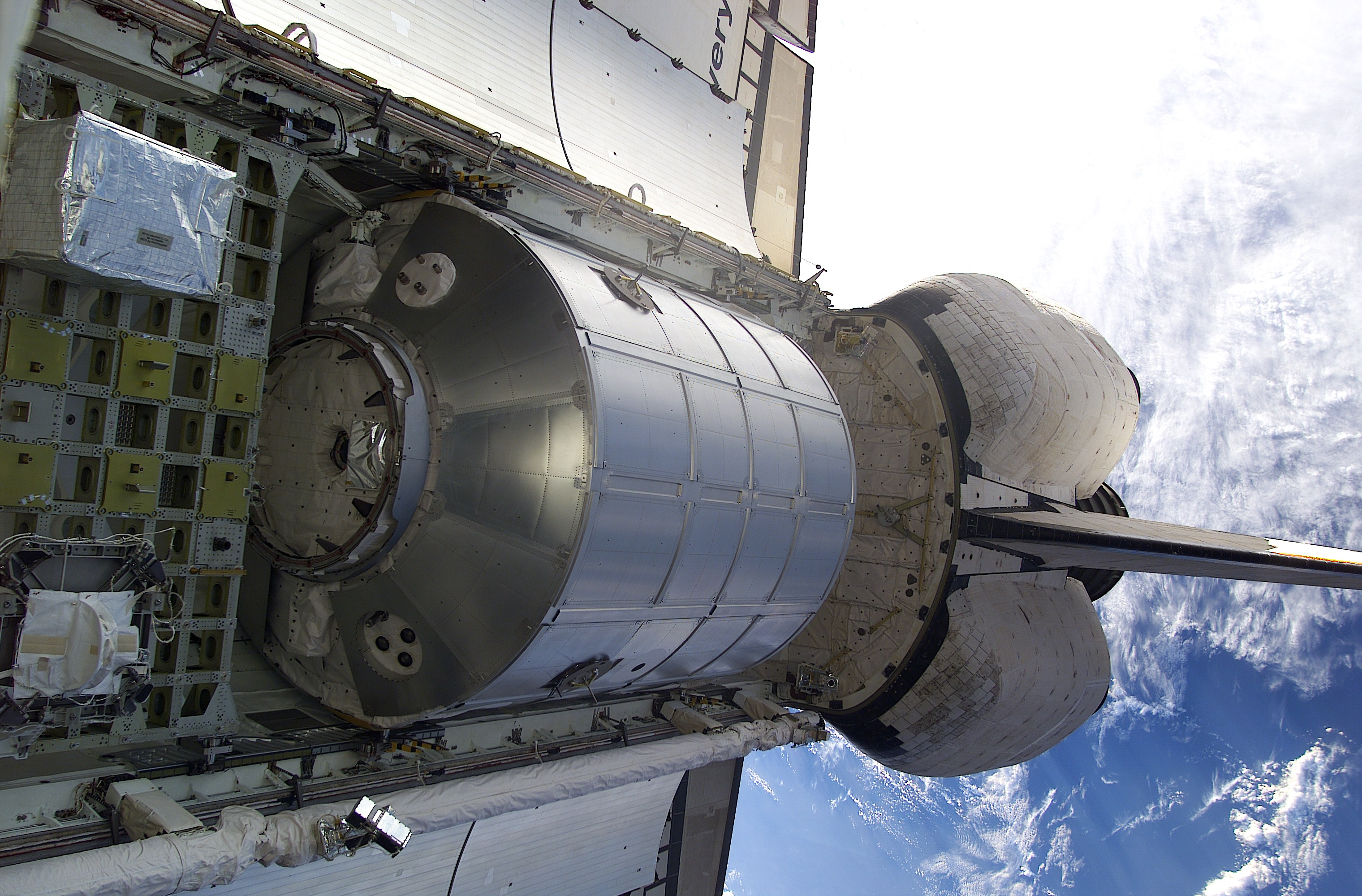
10 maart 2001 - De Leonardo Multi Purpose Logistics Module ligt in Discovery's laadruim gedurende STS-102.

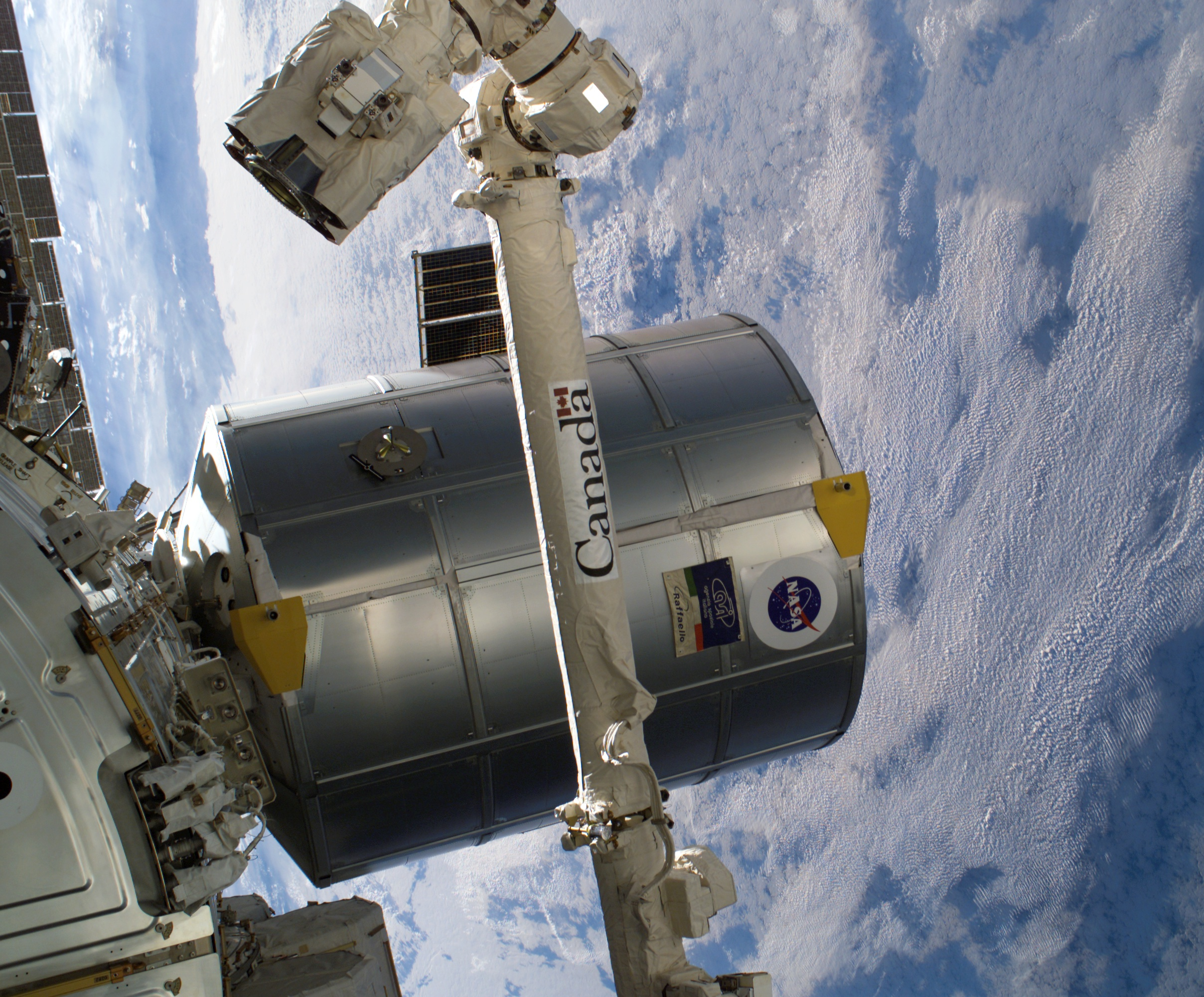
Raffaello module gekoppeld aan het ISS gedurende STS-114

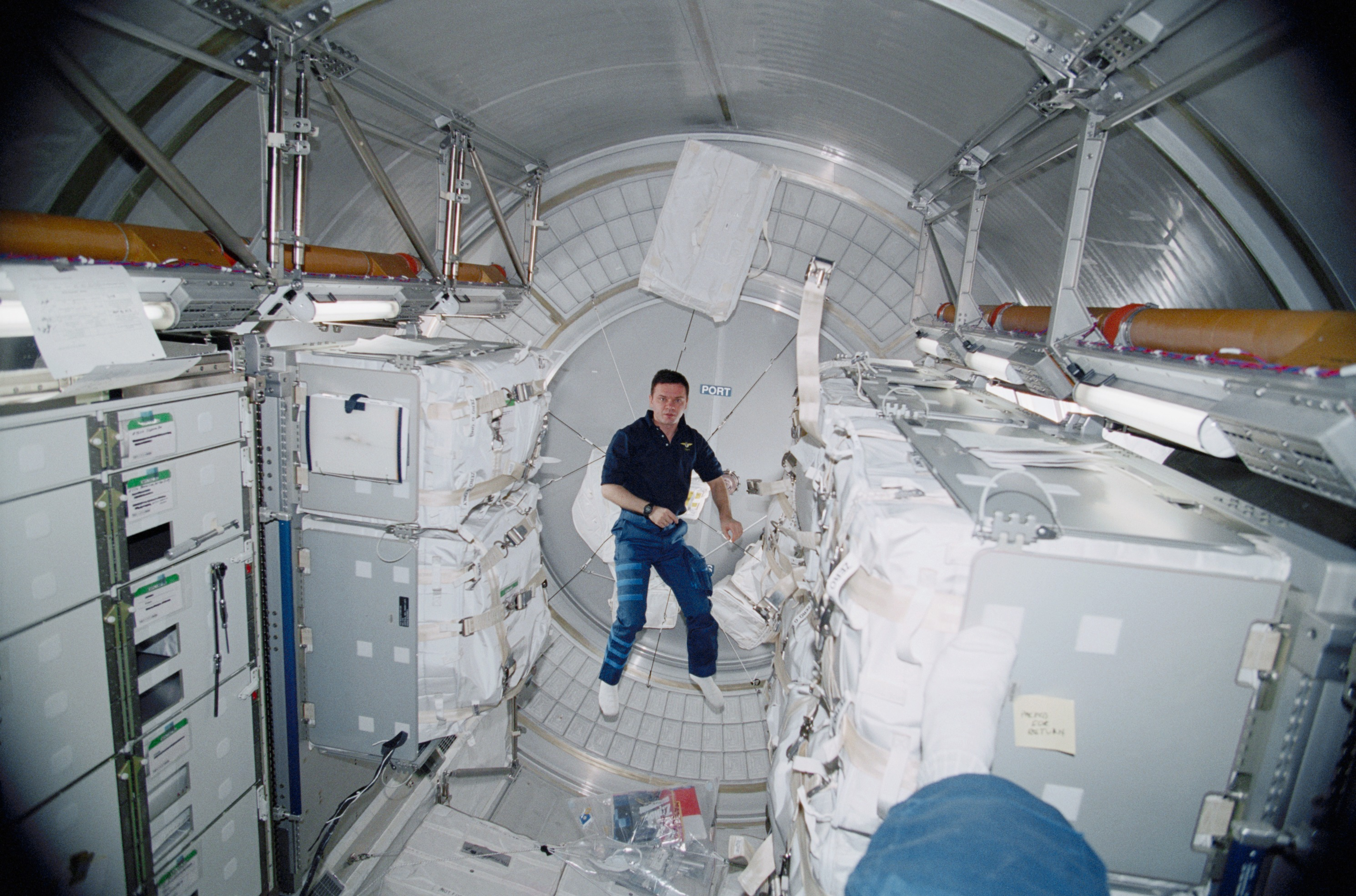
21 maart 2001 - Cosmonaut Yuri P. Gidzenko aan boord van Leonardo.

Een Multi-Purpose Logistics Module (MPLM) was een grote container die door de Spaceshuttle missies gebruikt werd om vracht van en naar het Internationale Ruimtestation ISS te vervoeren. Het werd vervoerd in de laadruimte van de Space Shuttle en gekoppeld aan de Unity Module. Na gebruik werd de MPLM weer in de laadruimte van de Shuttle geplaatst voor de vlucht terug naar de Aarde.
De modules werden aan NASA geleverd door het Italiaanse Ruimteagentschap (ASI). Er zijn drie MPLM's gebouwd en geleverd aan NASA. De modules zijn genoemd naar grote talenten uit de Italiaanse geschiedenis: Leonardo, Raffaello, en Donatello. Hoewel gebouwd door ASI is NASA eigenaar van de modules. In ruil voor het bouwen van de MPLM's kreeg ASI Amerikaanse onderzoekstijd aan boord van het ISS. 
De MPLM's waren in eerste instantie ontworpen voor het ruimtestation Freedom en zouden gebouwd worden door Boeing, maar in 1992 lieten de Italianen weten dat ze een "Mini-Pressurized Logistics Module," zouden bouwen die 4500 kg vracht kon vervoeren.
Na een herontwerp in 1993 werd de lengte verdubbeld en werd de naam hernoemd naar "Multi-Purpose Logistics Module".
Elke lege MPLM was ongeveer 6,4 meter lang, 4,6 meter in diameter en woog 4,5 ton. Het kon tot 10 ton aan vracht vervoeren naar het ISS.
Toen het Space Shuttle-programma in 2011 stopte zijn de 2 modules volgens de huidige planning 12 keer naar het ISS gevlogen. Donatello werd niet gebruikt, hij was oorspronkelijk gepland om op STS-128 mee te vliegen.

## Post shuttle
Op 5 augustus 2009 werd bekendgemaakt dat vanaf STS-133, Leonardo permanent aan het ISS gehecht zou blijven als Permanent Multipurpose Module. Hiervoor werden een aantal modificaties gemaakt. Op 27 mei 2015 werd de Leonardo verplaatst van de nadir-poort op Unity-module naar de voorste poort van de Tranquility-module. Dit werd gedaan om de nadir-poort vrij te maken voor de International Docking Adapter waaraan vanaf 2018 de Commercial Crew-ruimtevaartuigen, Dragon 2 en Starliner, gekoppeld zullen worden.
Op 24 juli 2017 kondigde Lockheed Martin aan de Donatello om te bouwen tot een prototype van hun Deep Space Habitat-ontwerp. Later zou deze ook als traininghardware gebruikt moeten worden.

## Uitgevoerde missies
| Lanceer datum    | Missie            | Shuttle   | MPLM         |
| ---------------- | ----------------- | --------- | ------------ |
| 8 maart 2001     | STS-102           | Discovery | Leonardo     |
| 19 april 2001    | STS-100           | Endeavour | Raffaello    |
| 10 augustus 2001 | STS-105           | Discovery | Leonardo     |
| 5 december 2001  | STS-108           | Endeavour | Raffaello    |
| 5 juni 2002      | STS-111           | Endeavour | Leonardo     |
| 26 juli 2005     | STS-114           | Discovery | Raffaello    |
| 4 juli 2006      | STS-121           | Discovery | Leonardo     |
| 14 november 2008 | STS-126 ISS ULF 2 | Endeavour | Leonardo     |
| 28 augustus 2009 | STS-128 ISS 17A   | Discovery | Leonardo     |
| 5 april 2010     | STS-131 ISS 19A   | Discovery | Leonardo     |
| 8 juli 2011      | STS-133 ISS ULF 5 | Discovery | Leonardo PLM |

## Specificaties
- Lengte - 6,4 m
- Diameter - 4,57 m
- Massa - 4.082 kg leeg; 13.154 kg geladen